# Rana Sanaullah
Rana Sanaullah (* 1. Januar 1955 in Faisalabad) ist ein pakistanischer Politiker. Er ist seit 19. April 2022 Innenminister, seit August 2018 Mitglied der Nīšonal Asemblī'e Pākistān (Nationalversammlung von Pakistan) und seit dem 4. Mai 2019 Präsident der Pakistan Muslim League (N). Zuvor war er von 2008 bis 2018 Justizminister der Provinz Punjab, von 2008 bis 2014 Minister für Kommunalverwaltung und Gemeindeentwicklung in Punjab, von 2008 bis 2013 Minister für Einnahmen in Punjab und von 2008 bis 2013 Minister für Staatsanwaltschaft in Punjab sowie Stellvertretender Oppositionsführer (Punjab) von 1990 bis 1993 und erneut von 2002 bis 2007.

## Frühes Leben
Er wurde am 1. Januar 1950 in Faisalabad geboren und ist ein Cousin des ehemaligen Obersten Richters von Pakistan, Iftikhar Muhammad Chaudhry.

## Politische Karriere
Bei den Parlamentswahlen in Pakistan 1990 wurde er als Kandidat der Pakistanischen Volkspartei (Pakistan Peoples Party (PPP)) in die Provinzregierung des Punjab gewählt.
1997 wurde er erneut in den Parlamentswahlen in Pakistan in die Provinzregierung des Punjab gewählt, dieses Mal jedoch als Kandidat der Pakistan Muslim League (Nawaz) (PML-N).
Er wurde von dem Wahlkreis der Provinzversammlung von Punjab (PP-70 (Faisalabad-XX)) als Kandidat der PML-N bei den pakistanischen Parlamentswahlen 2002 in die Provinzversammlung des Punjab wiedergewählt.
2003 wurde er vom mutmaßlichen Geheimdienst Inter-Services Intelligence (ISI) entführt und schwer gefoltert, weil er sich gegen das Militärregime ausgesprochen hatte. Nach seiner Freilassung wurde er anschließend in das DHQ-Krankenhaus verlegt.
Er wurde in den pakistanischen Parlamentswahlen 2008, 2013 und 2018 erneut von PP-70 (Faisalabad-XX) in die Provinzversammlung des Punjab als Kandidat der PMKL-N gewählt.